# Abierto de Estados Unidos 2013
El Abierto de Estados Unidos 2013 (o US Open) es un evento de tenis disputado en superficie dura del USTA Billie Jean King National Tennis Center de Flushing Meadows, Nueva York, Estados Unidos. Es el cuarto y último torneo del Grand Slam del año. La 133.ª edición del Abierto de Estados Unidos se celebra entre 26 de agosto y el 9 de septiembre de 2013.

## Puntos y premios

### Distribución de puntos

#### Sénior
| Evento               | G    | F    | SF  | CF  | Ronda de 16 | Ronda de 32 | Ronda de 64 | Ronda de 128 | Q  | Q3 | Q2 | Q1 |
| Individual masculino | 2000 | 1200 | 720 | 360 | 180         | 90          | 45          | 10           | 25 | 16 | 8  | 0  |
| Dobles masculino     | 2000 | 1200 | 720 | 360 | 180         | 90          | 0           | —            | —  | —  | —  | —  |
| Individual femenino  | 2000 | 1400 | 900 | 500 | 280         | 160         | 100         | 5            | 60 | 50 | 40 | 2  |
| Dobles femenino      | 2000 | 1400 | 900 | 500 | 280         | 160         | 5           | —            | —  | —  | —  | —  |

| Evento            | G   | F   | SF/3.º | CF/4.º |
| Individual        | 800 | 500 | 375    | 100    |
| Dobles            | 800 | 500 | 100    | —      |
| Quad (Individual) | 800 | 500 | 100    | —      |
| Quad (Dobles)     | 800 | 100 | —      | —      |

| Evento               | G   | F   | SF  | CF  | Ronda de 16 | Ronda de 32 | Q  | Q3 |
| Individual masculino | 375 | 270 | 180 | 120 | 75          | 30          | 25 | 20 |
| Individual femenino  | 375 | 270 | 180 | 120 | 75          | 30          | 25 | 20 |
| Dobles masculino     | 270 | 180 | 120 | 75  | 45          | —           | —  | —  |
| Dobles femenino      | 270 | 180 | 120 | 75  | 45          | —           | —  | —  |

### Premios
| Evento                        | G          | F          | SF       | CF       | Ronda de 16 | Ronda de 32 | Ronda de 64 | Ronda de 128 | Q3    | Q2    | Q1    |
| Individual                    | $2 600 000 | $1 300 000 | $650 000 | $325 000 | $165 000    | $93 000     | $53 000     | $32 000      | $8638 | $5775 | $3000 |
| Dobles *                      | $420 000   | $210 000   | $105 000 | $50 000  | $26 000     | $16 000     | $11 000     | —            | —     | —     | —     |
| Dobles mixto *                | $150 000   | $70 000    | $30 000  | $15 000  | $10 000     | $5 000      | —           | —            | —     | —     | —     |
| Individual en silla de ruedas | $          | $          | $        | $        | —           | —           | —           | —            | —     | —     | —     |
| Dobles en silla de ruedas*    | $          | $          | $        | —        | —           | —           | —           | —            | —     | —     | —     |
| Clasificación Individual      | $          | $          | $        | —        | —           | —           | —           | —            | —     | —     | —     |
| Clasificación Dobles*         | $          | $          | —        | —        | —           | —           | —           | —            | —     | —     | —     |

* por equipo

#### Bonus
| 2013 Emirates Airline US Open Series Finish | 2013 US Open Finish | 2013 US Open Finish | 2013 US Open Finish | 2013 US Open Finish | 2013 US Open Finish | 2013 US Open Finish | 2013 US Open Finish | 2013 US Open Finish | Ganadores             | Ganadores  |
| ------------------------------------------- | ------------------- | ------------------- | ------------------- | ------------------- | ------------------- | ------------------- | ------------------- | ------------------- | --------------------- | ---------- |
| 2013 Emirates Airline US Open Series Finish | G                   | F                   | SF                  | CF                  | Ronda de 16         | Ronda de 32         | Ronda de 64         | Ronda de 128        | Ganadores             | Ganadores  |
| 1.er lugar                                  | $1 000 000          | $500 000            | $250 000            | $125 000            | $70 000             | $40 000             | $25 000             | $15 000             | Rafael Nadal          | $1 000 000 |
| 1.er lugar                                  | $1 000 000          | $500 000            | $250 000            | $125 000            | $70 000             | $40 000             | $25 000             | $15 000             | Serena Williams       | $1 000 000 |
| 2.º lugar                                   | $500 000            | $250 000            | $125 000            | $62 500             | $35 000             | $20 000             | $12 500             | $7500               | John Isner            | $20 000    |
| 2.º lugar                                   | $500 000            | $250 000            | $125 000            | $62 500             | $35 000             | $20 000             | $12 500             | $7500               | Victoria Azarenka     | $250 000   |
| 3.er lugar                                  | $250 000            | $125 000            | $62 500             | $31 250             | $17 500             | $10 000             | $6250               | $3750               | Juan Martín del Potro | $6250      |
| 3.er lugar                                  | $250 000            | $125 000            | $62 500             | $31 250             | $17 500             | $10 000             | $6250               | $3750               | Agnieszka Radwańska   | $17 500    |

## Actuación de los jugadores en el torneo
Individual masculino
| Campeón                        | Campeón                | Finalista             | Finalista                  |
| ------------------------------ | ---------------------- | --------------------- | -------------------------- |
| Rafael Nadal [2]               | Rafael Nadal [2]       | Novak Đoković [1]     | Novak Đoković [1]          |
| Semifinalistas                 |                        |                       |                            |
| Stanislas Wawrinka [9]         | Stanislas Wawrinka [9] | Richard Gasquet [8]   | Richard Gasquet [8]        |
| Eliminados en cuartos de final |                        |                       |                            |
| Mijaíl Yuzhny [21]             | Andy Murray [3]        | David Ferrer [4]      | Tommy Robredo [19]         |
| Eliminados en cuarta ronda     |                        |                       |                            |
| Marcel Granollers              | Lleyton Hewitt         | Denis Istomin         | Tomáš Berdych [5]          |
| Milos Raonic [10]              | Janko Tipsarević [18]  | Roger Federer [7]     | Philipp Kohlschreiber [22] |
| Eliminados en tercera ronda    |                        |                       |                            |
| João Sousa                     | Tim Smyczek [WC]       | Tommy Haas [12]       | Yevgueni Donskói           |
| Florian Mayer                  | Andreas Seppi [20]     | Marcos Baghdatis      | Julien Benneteau [31]      |
| Dmitri Tursúnov [32]           | Feliciano López [23]   | Jack Sock             | Mijaíl Kukushkin           |
| Adrian Mannarino               | Dan Evans [Q]          | John Isner [13]       | Ivan Dodig                 |
| Eliminados en segunda ronda    |                        |                       |                            |
| Benjamin Becker                | Jarkko Nieminen        | Alex Bogomolov Jr.    | Rajeev Ram                 |
| Yen-Hsun Lu                    | Alexandr Dolgopolov    | Peter Gojowczyk       | Juan Martín del Potro [6]  |
| Leonardo Mayer                 | Donald Young           | Somdev Devvarman      | Tobias Kamke               |
| Ivo Karlović                   | Kevin Anderson [17]    | Jérémy Chardy         | Denis Kudla                |
| Stephane Robert                | Guillaume Rufin        | Bradley Klahn [WC]    | Pablo Andújar              |
| Máximo González [Q]            | Dudi Sela              | Andreas Haider-Maurer | Roberto Bautista Agut      |
| Carlos Berlocq                 | Sam Querrey [28]       | Frank Dancevic [Q]    | Bernard Tomic              |
| Gaël Monfils                   | Édouard Roger-Vasselin | Nikolái Davydenko     | Rogério Dutra da Silva [Q] |
| Eliminados en primera ronda    |                        |                       |                            |
| Ričardas Berankis              | Lukáš Rosol            | Łukasz Kubot          | Grigor Dimitrov [25]       |
| Benoît Paire [24]              | James Duckworth [WC]   | Jürgen Zopp           | Fabio Fognini [16]         |
| Paul-Henri Mathieu             | Daniel Gimeno-Traver   | David Goffin          | Nicolas Mahut              |
| Jürgen Melzer [29]             | Igor Sijsling          | Brian Baker [WC]      | Guillermo García-López     |
| Michaël Llodra                 | Victor Hănescu         | Martin Kližan         | Juan Mónaco [28]           |
| Xavier Malisse                 | Lukáš Lacko            | Steve Johnson         | Nicolás Almagro [15]       |
| Radek Štěpánek                 | James Blake            | Go Soeda [Q]          | Daniel Brands              |
| Michal Przysiezny              | Sergiy Stajovski       | Jiri Vesely           | Paolo Lorenzi              |
| Michael Russell                | Albano Olivetti [Q]    | Jan-Lennard Struff    | Aljaž Bedene               |
| Florent Serra                  | Kenny de Schepper      | Thiemo de Bakker      | Thomas Fabbiano [Q]        |
| Jerzy Janowicz [14]            | Philipp Petzschner [Q] | Andréi Kuznetsov      | Pablo Cuevas [PR]          |
| Ernests Gulbis [30]            | Andrej Martin [LL]     | Thomaz Bellucci       | Nick Kyrgios [Q]           |
| Grega Žemlja                   | Santiago Giraldo       | Horacio Zeballos      | Guido Pella                |
| Marinko Matosevic              | Robin Haase            | Albert Ramos          | Kei Nishikori [11]         |
| Filippo Volandri               | Adrian Ungur           | Albert Montañés       | Collin Altamirano [WC]     |
| Fernando Verdasco [27]         | Rhyne Williams [WC]    | Vasek Pospisil        | Ryan Harrison [WC]         |

Individual femenino
| Campeona                       | Campeona                      | Finalista                 | Finalista                 |
| ------------------------------ | ----------------------------- | ------------------------- | ------------------------- |
| Serena Williams [1]            | Serena Williams [1]           | Victoria Azarenka [2]     | Victoria Azarenka [2]     |
| Semifinalistas                 |                               |                           |                           |
| Na Li [5]                      | Na Li [5]                     | Flavia Pennetta           | Flavia Pennetta           |
| Eliminadas en cuartos de final |                               |                           |                           |
| Carla Suárez Navarro [18]      | Yekaterina Makárova [24]      | Roberta Vinci [10]        | Daniela Hantuchová        |
| Eliminadas en cuarta ronda     |                               |                           |                           |
| Sloane Stephens [15]           | Angelique Kerber [8]          | Agnieszka Radwańska [3]   | Jelena Janković [9]       |
| Camila Giorgi                  | Simona Halep [21]             | Alison Riske [WC]         | Ana Ivanovic [13]         |
| Eliminadas en tercera ronda    |                               |                           |                           |
| Yaroslava Shvédova             | Jamie Hampton [23]            | Jie Zheng                 | Kaia Kanepi [25]          |
| Anastasia Pavliuchénkova [32]  | Sabine Lisicki [16]           | Kurumi Nara [Q]           | Laura Robson [30]         |
| Caroline Wozniacki [6]         | Karin Knapp                   | María Kirilenko [14]      | Svetlana Kuznetsova [27]  |
| Petra Kvitová [7]              | Julia Glushko [Q]             | Christina McHale          | Alizé Cornet [26]         |
| Eliminadas en segunda ronda    |                               |                           |                           |
| Galina Voskobóyeva             | Patricia Mayr-Achleitner [LL] | Kristina Mladenovic       | Urszula Radwańska         |
| Venus Williams                 | Coco Vandeweghe [Q]           | Anna Karolína Schmiedlová | Eugenie Bouchard          |
| María Teresa Torró Flor        | Ashleigh Barty [WC]           | Bethanie Mattek-Sands     | Paula Ormaechea           |
| Alisa Kleibánova [PR]          | Sorana Cîrstea [19]           | Caroline Garcia           | Sofia Arvidsson           |
| Chanelle Scheepers             | Hsieh Su-Wei                  | Yelena Vesniná [22]       | Lucie Šafářová            |
| Michelle Larcher de Brito [Q]  | Donna Vekic                   | Peng Shuai                | Sara Errani [4]           |
| Bojana Jovanovski              | Mona Barthel [28]             | Sachia Vickery [WC]       | Victoria Duval [Q]        |
| Alexandra Dulgheru             | Elina Svitolina               | Ajla Tomljanović [Q]      | Alexandra Wozniak         |
| Eliminadas en primera ronda    |                               |                           |                           |
| Francesca Schiavone            | Monica Niculescu              | Olga Puchkova             | Magdaléna Rybáriková [29] |
| Lara Arruabarrena              | Anabel Medina Garrigues       | Irina-Camelia Begu        | Mandy Minella             |
| Kirsten Flipkens [12]          | Kiki Bertens                  | Aleksandra Krunic [Q]     | Lauren Davis              |
| Vania King [WC]                | Stefanie Vögele               | Karolína Plíšková         | Lucie Hradecka            |
| Silvia Soler Espinosa          | Marina Erakovic               | Estrella Cabeza Candela   | Virginie Razzano [WC]     |
| Polona Hercog                  | Mathilde Johansson            | Kimiko Date-Krumm         | Vera Dushevina [Q]        |
| Madison Keys                   | Mónica Puig                   | Alexandra Cadanțu         | Sharon Fichman [Q]        |
| Lourdes Domínguez Lino         | Shelby Rogers [WC]            | Petra Cetkovská [PR]      | Olga Govortsova           |
| Duan Yingying [Q]              | Chanel Simmonds [Q]           | Jana Čepelová             | Klára Zakopalová [31]     |
| Annika Beck                    | Grace Min [Q]                 | Lesia Tsurenko            | Tímea Babos               |
| Yanina Wickmayer               | Eleni Daniilidou              | Mariana Duque Mariño      | Heather Watson            |
| Mallory Burdette               | Yvonne Meusburger             | Nicole Gibbs [WC]         | Olivia Rogowska [LL]      |
| Misaki Doi                     | Andrea Petkovic               | Tsvetana Pironkova        | Johanna Larsson           |
| Nadia Petrova [20]             | Mirjana Lucic-Baroni          | María Sánchez [WC]        | Samantha Stosur [11]      |
| Anna Tatishvili                | Varvara Lepchenko             | Julia Görges              | Dominika Cibulková [17]   |
| Maria João Koehler [Q]         | Casey Dellacqua [Q]           | Vesna Dolonc              | Dinah Pfizenmaier         |

## Sumario

### Día 1 (26 de agosto)
- Cabezas de serie eliminados:
  - Individual masculino:  Kei Nishikori [11],  Ernests Gulbis [30],  Fernando Verdasco [27].
  - Individual femenino:  Magdaléna Rybáriková [29],  Kirsten Flipkens [12].
- Orden de juego (enlace roto disponible en Internet Archive; véase el historial, la primera versión y la última).

| Partidos en canchas principales           | Partidos en canchas principales    | Partidos en canchas principales    | Partidos en canchas principales    |
| Partidos en el Estadio Arthur Ashe        | Partidos en el Estadio Arthur Ashe | Partidos en el Estadio Arthur Ashe | Partidos en el Estadio Arthur Ashe |
| Evento                                    | Ganador                            | Perdedor                           | Resultado                          |
| ----------------------------------------- | ---------------------------------- | ---------------------------------- | ---------------------------------- |
| Individual femenino - 1.ª ronda           | Agnieszka Radwańska [3]            | Silvia Soler                       | 6–1, 6–2                           |
| Individual femenino - 1.ª ronda           | Venus Williams                     | Kirsten Flipkens [12]              | 6–1, 6-2                           |
| Individual masculino - 1.ª ronda          | Rafael Nadal [2]                   | Ryan Harrison [WC]                 | 6-4, 6-2, 6-2                      |
| Individual femenino - 1.ª ronda           | Serena Williams [1]                | Francesca Schiavone                | 6–0, 6–1                           |
| Individual masculino - 1.ª ronda          | Roger Federer [7] vs. Grega Žemlja | Roger Federer [7] vs. Grega Žemlja | Cancelado                          |
| Partidos en el Estadio Louis Armstrong    |                                    |                                    |                                    |
| Eventoo                                   | Ganador                            | Perdedor                           | Resultado                          |
| Individual femenino - 1.ª ronda           | Li Na [5]                          | Olga Govortsova                    | 6–2, 6–2                           |
| Individual masculino - 1.ª ronda          | Richard Gasquet [8]                | Michael Russell                    | 6–3, 6-4, 6-2                      |
| Individual femenino - 1.ª ronda           | Sloane Stephens [15]               | Mandy Minella                      | 4-6, 6-3, 7-6                      |
| Individual masculino - 1.ª ronda          | David Ferrer [4]                   | Nick Kyrgios [Q]                   | 7-5, 6-3, 6-2                      |
| Partidos en la Grandstand                 |                                    |                                    |                                    |
| Eventoo                                   | Ganador                            | Perdedor                           | Resultado                          |
| Individual masculino - 1.ª ronda          | Bernard Tomic                      | Albert Ramos                       | 6–3, 3–6, 4–6, 7-6, 6-3            |
| Individual masculino - 1.ª ronda          | Ivan Dodig                         | Fernando Verdasco [27]             | 6-3, 7-5, 1-6, 4-6, 6-3            |
| Individual femenino - 1.ª ronda           | Jelena Janković [9]                | Madison Keys                       | 6-3, 6-4                           |
| En azul se señalan los partidos nocturnos |                                    |                                    |                                    |

### Día 2 (27 de agosto)
- Cabezas de serie eliminados:
  - Individual masculino:  Jerzy Janowicz [14],  Grigor Dimitrov [25],  Nicolás Almagro [15],  Juan Mónaco [28].
  - Individual femenino:  Klára Zakopalová [31],  Nadia Petrova [20],  Dominika Cibulková [17],  Samantha Stosur [11].
- Orden de juego (enlace roto disponible en Internet Archive; véase el historial, la primera versión y la última).

| Partidos en canchas principales           | Partidos en canchas principales    | Partidos en canchas principales    | Partidos en canchas principales    |
| Partidos en el Estadio Arthur Ashe        | Partidos en el Estadio Arthur Ashe | Partidos en el Estadio Arthur Ashe | Partidos en el Estadio Arthur Ashe |
| Eventoo                                   | Ganador                            | Perdedor                           | Resultado                          |
| ----------------------------------------- | ---------------------------------- | ---------------------------------- | ---------------------------------- |
| Individual femenino - 1.ª ronda           | Petra Kvitová [7]                  | Misaki Doi                         | 6-2, 3-6, 6-1                      |
| Individual femenino - 1.ª ronda           | Caroline Wozniacki [6]             | Duan Yingying [Q]                  | 6-2, 7-5                           |
| Individual masculino - 1.ª ronda          | Roger Federer [7]                  | Grega Žemlja                       | 6-3, 6-2, 7-5                      |
| Individual masculino - 1.ª ronda          | Novak Djokovic [1]                 | Ričardas Berankis                  | 6-1, 6-2, 6-2                      |
| Individual femenino - 1.ª ronda           | Victoria Azarenka [2]              | Dinah Pfizenmaier                  | 6-0, 6-0                           |
| Partidos en el Estadio Louis Armstrong    |                                    |                                    |                                    |
| Eventoo                                   | Ganador                            | Perdedor                           | Resultado                          |
| Individual masculino - 1.ª ronda          | Milos Raonic [10]                  | Thomas Fabbiano [Q]                | 6-3, 7-6, 6-3                      |
| Individual masculino - 1.ª ronda          | Sam Querrey [26]                   | Guido Pella                        | 7-6, 4-6, 6-1, 6-2                 |
| Individual femenino - 1.ª ronda           | Sara Errani [4]                    | Olivia Rogowska [LL]               | 6-0, 6-0                           |
| Individual femenino - 1.ª ronda           | Victoria Duval [Q]                 | Samantha Stosur [11]               | 5-7, 6-4, 6-4                      |
| Partidos en la Grandstand                 |                                    |                                    |                                    |
| Eventoo                                   | Ganador                            | Perdedor                           | Resultado                          |
| Individual femenino - 1.ª ronda           | Ana Ivanovic [13]                  | Anna Tatishvili                    | 6-2, 6-0                           |
| Individual femenino - 1.ª ronda           | Christina McHale                   | Julia Görges                       | 6-4, 6-3                           |
| Individual masculino - 1.ª ronda          | John Isner [13]                    | Filippo Volandri                   | 6-0, 6-2, 6-3                      |
| Individual masculino - 1.ª ronda          | Tomáš Berdych [5]                  | Paolo Lorenzi                      | 6-1, 6-4, 6-1                      |
| En azul se señalan los partidos nocturnos |                                    |                                    |                                    |

### Día 3 (28 de agosto)
- Cabezas de serie eliminados:
  - Individual masculino:  Fabio Fognini [16],  Benoît Paire [24],  Jürgen Melzer [29]
  - Individual femenino:
- Orden de juego (enlace roto disponible en Internet Archive; véase el historial, la primera versión y la última).

| Partidos en canchas principales           | Partidos en canchas principales           | Partidos en canchas principales           | Partidos en canchas principales    |
| Partidos en el Estadio Arthur Ashe        | Partidos en el Estadio Arthur Ashe        | Partidos en el Estadio Arthur Ashe        | Partidos en el Estadio Arthur Ashe |
| Eventoo                                   | Ganador                                   | Perdedor                                  | Resultado                          |
| ----------------------------------------- | ----------------------------------------- | ----------------------------------------- | ---------------------------------- |
| Individual femenino - 2.ª ronda           | Na Li [5]                                 | Sofia Arvidsson                           | 6-2, 6-2                           |
| Individual masculino - 1.ª ronda          | Juan Martin Del Potro [5]                 | Guillermo Garcia-Lopez                    | 6–3, 6–7, 6–4, 7–6                 |
| Individual femenino - 2.ª ronda           | Serena Williams [1] vs. Galina Voskoboeva | Serena Williams [1] vs. Galina Voskoboeva | Cancelado                          |
| Individual masculino - 1.ª ronda          | Andy Murray [3]                           | Michael Llodra                            | 6–2, 6–4, 6–3                      |
| Individual femenino - 2.ª ronda           | Sloane Stephens [15]                      | Urszula Radwanska                         | 6–1, 6–1                           |
| Partidos en el Estadio Louis Armstrong    |                                           |                                           |                                    |
| Eventoo                                   | Ganador                                   | Perdedor                                  | Resultado                          |
| Individual femenino - 2.ª ronda           | Agnieszka Radwanska [3]                   | María Teresa Torró Flor                   | 6-0, 7-5                           |
| Individual femenino - 2.ª ronda           | Jie Zheng                                 | Venus Williams                            | 6–3, 2–6, 7–6                      |
| Individual masculino - 1.ª ronda          | Ivo Karlović                              | James Blake                               | 6–7, 3–6, 6–4, 7–6, 7–6            |
| Partidos en la Grandstand                 |                                           |                                           |                                    |
| Eventoo                                   | Ganador                                   | Perdedor                                  | Resultado                          |
| Individual masculino - 1.ª ronda          | Kevin Anderson [17]                       | Daniel Brands                             | 7–5, 4–6, 6–2, 6–3                 |
| Individual masculino - 1.ª ronda          | Lleyton Hewitt                            | Brian Baker                               | 6–3, 4–6, 6–3, 6–4                 |
| Individual femenino - 2.ª ronda           | Jamie Hampton [23]                        | Kristina Mladenovic                       | 7–5, 6–4                           |
| Individual femenino - 2.ª ronda           | Eugenie Bouchard vs. Angelique Kerber [8] | Eugenie Bouchard vs. Angelique Kerber [8] | Cancelado                          |
| En azul se señalan los partidos nocturnos |                                           |                                           |                                    |

### Día 4 (29 de agosto)
- Cabezas de serie eliminados:
  - Individual masculino:  Sam Querrey [26].
  - Individual femenino:  Sara Errani [4],  Sorana Cîrstea [19],  Yelena Vesniná [22],  Mona Barthel [28].
- Orden de juego

| Partidos en canchas principales           | Partidos en canchas principales    | Partidos en canchas principales    | Partidos en canchas principales    |
| Partidos en el Estadio Arthur Ashe        | Partidos en el Estadio Arthur Ashe | Partidos en el Estadio Arthur Ashe | Partidos en el Estadio Arthur Ashe |
| Evento                                    | Ganador                            | Perdedor                           | Resultado                          |
| ----------------------------------------- | ---------------------------------- | ---------------------------------- | ---------------------------------- |
| Individual femenino - 2.ª ronda           | Flavia Pennetta                    | Sara Errani [4]                    | 6–3, 6–1                           |
| Individual femenino - 2.ª ronda           | Serena Williams [1]                | Galina Voskoboeva                  | 6–3, 6–0                           |
| Individual masculino - 2.ª ronda          | Roger Federer [7]                  | Carlos Berlocq                     | 6–3, 6–2, 6–1                      |
| Individual femenino - 2.ª ronda           | Caroline Wozniacki [6]             | Chanelle Scheepers                 | 6–1, 6–2                           |
| Individual masculino - 2.ª ronda          | Rafael Nadal [2]                   | Rogério Dutra da Silva [Q]         | 6–2, 6–1, 6–0                      |
| Partidos en el Estadio Louis Armstrong    |                                    |                                    |                                    |
| Evento                                    | Ganador                            | Perdedor                           | Resultado                          |
| Individual femenino - 2.ª ronda           | Angelique Kerber [8]               | Eugenie Bouchard                   | 6–4, 2–6, 6–3                      |
| Individual masculino - 2.ª ronda          | David Ferrer [2]                   | Roberto Bautista-Agut              | 6–3, 6–7, 6–1, 6–2                 |
| Individual femenino - 2.ª ronda           | Victoria Azarenka [2]              | Aleksandra Wozniak                 | 6–3, 6–1                           |
| Individual masculino - 2.ª ronda          | John Isner [13]                    | Gaël Monfils                       | 7–5, 6–2, 4–6, 7–6                 |
| Partidos en la Grandstand                 |                                    |                                    |                                    |
| Evento                                    | Ganador                            | Perdedor                           | Resultado                          |
| Individual femenino - 2.ª ronda           | Christina McHale                   | Elina Svitolina                    | 6–4, 3–6, 7–5                      |
| Individual femenino - 2.ª ronda           | Ana Ivanovic [13]                  | Alexandra Dulgheru                 | 6–2, 6–1                           |
| Individual masculino - 2.ª ronda          | Adrian Mannarino                   | Sam Querrey [26]                   | 7–6, 7–6, 6–7, 6–4                 |
| Individual masculino - 2.ª ronda          | Milos Raonic [10]                  | Pablo Andújar                      | 6–1, 6–2, 6–4                      |
| En azul se señalan los partidos nocturnos |                                    |                                    |                                    |

### Día 5 (30 de agosto)
- Cabezas de serie eliminados:
  - Individual masculino:  Juan Martin del Potro [6]
  - Individual femenino:  Sabine Lisicki [16],  Jamie Hampton [23],  Kaia Kanepi [25],  Laura Robson [30],  Anastasia Pavliuchénkova [32]
- Orden de juego

| Partidos en canchas principales           | Partidos en canchas principales    | Partidos en canchas principales    | Partidos en canchas principales    |
| Partidos en el Estadio Arthur Ashe        | Partidos en el Estadio Arthur Ashe | Partidos en el Estadio Arthur Ashe | Partidos en el Estadio Arthur Ashe |
| Evento                                    | Ganador                            | Perdedor                           | Resultado                          |
| ----------------------------------------- | ---------------------------------- | ---------------------------------- | ---------------------------------- |
| Individual femenino - 3.ª ronda           | Li Na [5]                          | Laura Robson [30]                  | 6-2, 7-5                           |
| Individual masculino - 2.ª ronda          | Novak Djokovic [1]                 | Benjamin Becker                    | 7-6, 6-2, 6-2                      |
| Individual femenino - 3.ª ronda           | Sloane Stephens [15]               | Jamie Hampton [23]                 | 6–1, 6–3                           |
| Individual masculino - 2.ª ronda          | Lleyton Hewitt                     | Juan Martin del Potro [6]          | 6–4, 5–7, 3–6, 7–6, 6–1            |
| Individual femenino - 3.ª ronda           | Serena Williams [1]                | Yaroslava Shvedova                 | 6-3, 6-1                           |
| Partidos en el Estadio Louis Armstrong    |                                    |                                    |                                    |
| Evento                                    | Ganador                            | Perdedor                           | Resultado                          |
| Individual femenino - 3.ª ronda           | Agnieszka Radwanska [3]            | Anastasia Pavliuchénkova [32]      | 6-4, 7-6                           |
| Individual masculino - 2.ª ronda          | Tomáš Berdych [5]                  | Denis Kudla                        | 7-6, 7-6, 6-3                      |
| Individual masculino - 2.ª ronda          | Andy Murray [3]                    | Leonardo Mayer                     | 7–5, 6–1, 3–6, 6–1                 |
| Partidos en la Grandstand                 |                                    |                                    |                                    |
| Evento                                    | Ganador                            | Perdedor                           | Resultado                          |
| Individual masculino - 2.ª ronda          | Tommy Haas [12]                    | Yen-Hsun Lu                        | 6-3, 6-4, 7-6                      |
| Individual femenino - 3.ª ronda           | Yekaterina Makárova [24]           | Sabine Lisicki [16]                | 6-4, 7-5                           |
| Individual masculino - 2.ª ronda          | Florian Mayer                      | Donald Young [Q]                   | 7–5, 6–3, 6–4                      |
| Individual femenino - 3.ª ronda           | Carla Suarez Navarro [18]          | Jie Zheng                          | 6–2, 6–4                           |
| En azul se señalan los partidos nocturnos |                                    |                                    |                                    |

### Día 6 (31 de agosto)
- Cabezas de serie eliminados:
  - Individual masculino:  John Isner [13],  Feliciano López [23],  Dmitri Tursúnov [32]
  - Individual femenino:  Petra Kvitová [7],  Maria Kirilenko [14],  Alizé Cornet [26],  Svetlana Kuznetsova [27],  Caroline Wozniacki [6]
- Orden de juego

| Partidos en canchas principales           | Partidos en canchas principales    | Partidos en canchas principales    | Partidos en canchas principales    |
| Partidos en el Estadio Arthur Ashe        | Partidos en el Estadio Arthur Ashe | Partidos en el Estadio Arthur Ashe | Partidos en el Estadio Arthur Ashe |
| Evento                                    | Ganador                            | Perdedor                           | Resultado                          |
| ----------------------------------------- | ---------------------------------- | ---------------------------------- | ---------------------------------- |
| Individual femenino - 3.ª ronda           | Ana Ivanovic [13]                  | Christina McHale                   | 4–6, 7–5, 6–4                      |
| Individual masculino - 3.ª ronda          | Rafael Nadal [2]                   | Ivan Dodig                         | 6–4, 6–3, 6–3                      |
| Individual femenino - 3.ª ronda           | Camila Giorgi                      | Caroline Wozniacki [6]             | 4–6, 6–4, 6–3                      |
| Individual masculino - 3.ª ronda          | Roger Federer [7]                  | Adrian Mannarino                   | 6–3, 6–0, 6–2                      |
| Partidos en el Estadio Louis Armstrong    |                                    |                                    |                                    |
| Evento                                    | Ganador                            | Perdedor                           | Resultado                          |
| Individual femenino - 3.ª ronda           | Simona Halep [21]                  | Maria Kirilenko [14]               | 6–1, 6–0                           |
| Individual femenino - 3.ª ronda           | Victoria Azarenka [2]              | Alize Cornet                       | 6–7(2–7), 6–3, 6–2                 |
| Individual masculino - 3.ª ronda          | Philipp Kohlschreiber [22]         | John Isner [13]                    | 6–4, 3–6, 7–5, 7–6(7–5)            |
| Individual masculino - 3.ª ronda          | Tommy Robredo [19]                 | Daniel Evans                       | 7–6(8–6), 6–1, 4–6, 7–5            |
| Partidos en la Grandstand                 |                                    |                                    |                                    |
| Evento                                    | Ganador                            | Perdedor                           | Resultado                          |
| Individual masculino - 3.ª ronda          | David Ferrer [4]                   | Mijaíl Kukushkin                   | 6–4, 6–3, 4–6, 6–4                 |
| Individual masculino - 3.ª ronda          | Janko Tipsarević [18]              | Jack Sock                          | 3–6, 7–6(7–1), 6–1, 6–2            |
| Individual femenino - 3.ª ronda           | Roberta Vinci [10]                 | Karin Knapp                        | 6–4, 6–3                           |
| En azul se señalan los partidos nocturnos |                                    |                                    |                                    |

### Día 7 (1 de septiembre)
- Cabezas de serie eliminados:
  - Individual masculino:  Tommy Haas [12],  Julien Benneteau [31].
  - Individual femenino:  Agnieszka Radwanska [3],  Angelique Kerber [8],  Jelena Jankovic [9],  Sloane Stephens [15].
- Orden de juego

| Partidos en canchas principales           | Partidos en canchas principales    | Partidos en canchas principales    | Partidos en canchas principales    |
| Partidos en el Estadio Arthur Ashe        | Partidos en el Estadio Arthur Ashe | Partidos en el Estadio Arthur Ashe | Partidos en el Estadio Arthur Ashe |
| Evento                                    | Ganador                            | Perdedor                           | Resultado                          |
| ----------------------------------------- | ---------------------------------- | ---------------------------------- | ---------------------------------- |
| Individual masculino - 3.ª ronda          | Andy Murray [3]                    | Florian Mayer                      | 7–6, 6–2, 6–2                      |
| Individual femenino - 4.ª ronda           | Serena Williams [1]                | Sloane Stephens [15]               | 6-4, 6-1                           |
| Individual masculino - 3.ª ronda          | Novak Djokovic [1]                 | Joao Sousa                         | 6-0, 6-2, 6-2                      |
| Individual femenino - 4.ª ronda           | Na Li [5]                          | Jelena Jankovic [9]                | 6-3, 6-0                           |
| Partidos en el Estadio Louis Armstrong    |                                    |                                    |                                    |
| Evento                                    | Ganador                            | Perdedor                           | Resultado                          |
| Individual masculino - 3.ª ronda          | Stanislas Wawrinka [9]             | Marcos Baghdatis                   | 6–3, 6–2, 6–7, 7–6                 |
| Individual femenino - 4.ª ronda           | Carla Suarez Navarro [18]          | Angelique Kerber [8]               | 4-6, 6-3, 7-6                      |
| Individual masculino - 3.ª ronda          | Mijaíl Yuzhny [21]                 | Tommy Haas [12]                    | 6-3, 6-2, 2-6, 6-3                 |
| Individual femenino - 4.ª ronda           | Yekaterina Makárova [24]           | Agnieszka Radwanska [3]            | 6-4, 6-4                           |
| Partidos en la Grandstand                 |                                    |                                    |                                    |
| Evento                                    | Ganador                            | Perdedor                           | Resultado                          |
| Individual masculino - 3.ª ronda          | Tomáš Berdych [5]                  | Julien Benneteau [31]              | 6–0, 6–3, 6–2                      |
| Individual masculino - 3.ª ronda          | Lleyton Hewitt                     | Yevgueni Donskói                   | 6-3, 7-6, 3-6, 6-1                 |
| Individual masculino - 3.ª ronda          | Marcel Granollers                  | Tim Smyczek                        | 6-4, 4-6, 0-6, 6-3, 7-5            |
| En azul se señalan los partidos nocturnos |                                    |                                    |                                    |

### Día 8 (2 de septiembre)
- Cabezas de serie eliminados:
  - Individual masculino:  Roger Federer [7],  Janko Tipsarević [18],  Philipp Kohlschreiber [22]
  - Individual femenino:  Simona Halep [21]
- Orden de juego (enlace roto disponible en Internet Archive; véase el historial, la primera versión y la última).

| Partidos en canchas principales           | Partidos en canchas principales             | Partidos en canchas principales             | Partidos en canchas principales    |
| Partidos en el Estadio Arthur Ashe        | Partidos en el Estadio Arthur Ashe          | Partidos en el Estadio Arthur Ashe          | Partidos en el Estadio Arthur Ashe |
| Evento                                    | Ganador                                     | Perdedor                                    | Resultado                          |
| ----------------------------------------- | ------------------------------------------- | ------------------------------------------- | ---------------------------------- |
| Individual femenino - 4.ª ronda           | Daniela Hantuchová                          | Alison Riske [WC]                           | 3-6, 7-5, 6-2                      |
| Individual femenino - 4.ª ronda           | Ana Ivanovic [13] vs. Victoria Azarenka [2] | Ana Ivanovic [13] vs. Victoria Azarenka [2] | Cancelado                          |
| Individual masculino - 4.ª ronda          | Rafael Nadal [2]                            | Philipp Kohlschreiber [22]                  | 6-7, 6-4, 6-3, 6-1                 |
| Partidos en el Estadio Louis Armstrong    |                                             |                                             |                                    |
| Evento                                    | Ganador                                     | Perdedor                                    | Resultado                          |
| Individual femenino - 4.ª ronda           | Flavia Pennetta                             | Simona Halep [21]                           | 6-2, 7-6                           |
| Individual masculino - 4.ª ronda          | Tommy Robredo [19]                          | Roger Federer [7]                           | 7-6, 6-3, 6-4                      |
| Partidos en la Grandstand                 |                                             |                                             |                                    |
| Evento                                    | Ganador                                     | Perdedor                                    | Resultado                          |
| Individual femenino - 4.ª ronda           | Roberta Vinci [10]                          | Camila Giorgi                               | 6-4, 6-2                           |
| Individual masculino - 4.ª ronda          | David Ferrer [4]                            | Janko Tipsarević [18]                       | 7-6, 3-6, 7-5, 7-6                 |
| En azul se señalan los partidos nocturnos |                                             |                                             |                                    |

### Día 9 (3 de septiembre)
- Cabezas de serie eliminados:
  - Individual masculino:  Tomáš Berdych [5],
  - Individual femenino:  Ana Ivanovic [13], Carla Suarez Navarro [18],  Yekaterina Makárova [24].
- Orden de juego (enlace roto disponible en Internet Archive; véase el historial, la primera versión y la última).

| Partidos en canchas principales           | Partidos en canchas principales    | Partidos en canchas principales    | Partidos en canchas principales    |
| Partidos en el Estadio Arthur Ashe        | Partidos en el Estadio Arthur Ashe | Partidos en el Estadio Arthur Ashe | Partidos en el Estadio Arthur Ashe |
| Evento                                    | Ganador                            | Perdedor                           | Resultado                          |
| ----------------------------------------- | ---------------------------------- | ---------------------------------- | ---------------------------------- |
| Individual femenino - 4.ª ronda           | Victoria Azarenka [2]              | Ana Ivanovic [13]                  | 4-6, 6-3, 6-4                      |
| Individual femenino - Cuartos de final    | Na Li [5]                          | Yekaterina Makárova [24]           | 6-4, 6-7, 6-2                      |
| Individual masculino - 4.ª ronda          | Novak Djokovic [1]                 | Marcel Granollers                  | 6-3, 6-0, 6-0                      |
| Individual femenino - Cuartos de final    | Serena Williams [1]                | Carla Suarez Navarro [18]          | 6-0, 6-0                           |
| Individual masculino - 4.ª ronda          | Andy Murray [3]                    | Denis Istomin                      | 6-7, 6-1, 6-4, 6-4                 |
| Partidos en el Estadio Louis Armstrong    |                                    |                                    |                                    |
| Evento                                    | Ganador                            | Perdedor                           | Resultado                          |
| Individual masculino - 4.ª ronda          | Mijaíl Yuzhny [21]                 | Lleyton Hewitt                     | 6-3, 3-6, 6-7, 6-4, 7-5            |
| Individual masculino - 4.ª ronda          | Stanislas Wawrinka [9]             | Tomáš Berdych [5]                  | 3-6, 6-1, 7-6, 6-2                 |
| En azul se señalan los partidos nocturnos |                                    |                                    |                                    |

### Día 10 (4 de septiembre)
- Cabezas de serie eliminados:
  - Individual masculino:  David Ferrer [4],  Tommy Robredo [19]
  - Individual femenino:  Roberta Vinci [10]
- Orden de juego (enlace roto disponible en Internet Archive; véase el historial, la primera versión y la última).

| Partidos en canchas principales           | Partidos en canchas principales    | Partidos en canchas principales    | Partidos en canchas principales    |
| Partidos en el Estadio Arthur Ashe        | Partidos en el Estadio Arthur Ashe | Partidos en el Estadio Arthur Ashe | Partidos en el Estadio Arthur Ashe |
| Evento                                    | Ganador                            | Perdedor                           | Resultado                          |
| ----------------------------------------- | ---------------------------------- | ---------------------------------- | ---------------------------------- |
| Individual femenino - Cuartos de final    | Flavia Pennetta                    | Roberta Vinci [10]                 | 6-4, 6-1                           |
| Individual masculino - Cuartos de final   | Richard Gasquet [8]                | David Ferrer [4]                   | 6-3, 6-1, 4-6, 2-6, 6-3            |
| Individual femenino - Cuartos de final    | Victoria Azarenka [2]              | Daniela Hantuchova                 | 6-2, 6-3                           |
| Individual masculino - Cuartos de final   | Rafael Nadal [2]                   | Tommy Robredo [19]                 | 6–0, 6–2, 6–2                      |
| En azul se señalan los partidos nocturnos |                                    |                                    |                                    |

### Día 11 (5 de septiembre)
- Cabezas de serie eliminados:
  - Individual masculino:  Andy Murray [3],  Mijaíl Yuzhny [21]
  - Individual femenino:
- Orden de juego (enlace roto disponible en Internet Archive; véase el historial, la primera versión y la última).

| Partidos en canchas principales           | Partidos en canchas principales    | Partidos en canchas principales    | Partidos en canchas principales    |
| Partidos en el Estadio Arthur Ashe        | Partidos en el Estadio Arthur Ashe | Partidos en el Estadio Arthur Ashe | Partidos en el Estadio Arthur Ashe |
| Evento                                    | Ganador                            | Perdedor                           | Resultado                          |
| ----------------------------------------- | ---------------------------------- | ---------------------------------- | ---------------------------------- |
| Individual masculino - Cuartos de final   | Stanislas Wawrinka [9]             | Andy Murray [3]                    | 6-4, 6-3, 6-2                      |
| Individual masculino - Cuartos de final   | Novak Djokovic [1]                 | Mijaíl Yuzhny [21]                 | 6-3, 6-2, 3-6, 6-0                 |
| En azul se señalan los partidos nocturnos |                                    |                                    |                                    |

### Día 12 (6 de septiembre)
- Cabezas de serie eliminados:
  - Individual masculino:
  - Individual femenino:  Na Li [5]
- Orden de juego (enlace roto disponible en Internet Archive; véase el historial, la primera versión y la última).

| Partidos en canchas principales           | Partidos en canchas principales    | Partidos en canchas principales    | Partidos en canchas principales    |
| Partidos en el Estadio Arthur Ashe        | Partidos en el Estadio Arthur Ashe | Partidos en el Estadio Arthur Ashe | Partidos en el Estadio Arthur Ashe |
| Evento                                    | Ganador                            | Perdedor                           | Resultado                          |
| ----------------------------------------- | ---------------------------------- | ---------------------------------- | ---------------------------------- |
| Individual femenino - Semifinales         | Victoria Azarenka [2]              | Flavia Pennetta                    | 6-4, 6-2                           |
| Individual femenino - Semifinales         | Serena Williams [1]                | Na Li [5]                          | 6-0, 6-3                           |
| En azul se señalan los partidos nocturnos |                                    |                                    |                                    |

### Día 13 (7 de septiembre)
- Cabezas de serie eliminados:
  - Individual masculino:  Richard Gasquet [8],  Stanislas Wawrinka [9]
  - Individual femenino:
- Orden de juego (enlace roto disponible en Internet Archive; véase el historial, la primera versión y la última).

| Partidos en canchas principales           | Partidos en canchas principales    | Partidos en canchas principales    | Partidos en canchas principales    |
| Partidos en el Estadio Arthur Ashe        | Partidos en el Estadio Arthur Ashe | Partidos en el Estadio Arthur Ashe | Partidos en el Estadio Arthur Ashe |
| Evento                                    | Ganador                            | Perdedor                           | Resultado                          |
| ----------------------------------------- | ---------------------------------- | ---------------------------------- | ---------------------------------- |
| Individual masculino - Semifinales        | Novak Djokovic [1]                 | Stanislas Wawrinka [9]             | 2-6, 7-6, 3-6, 6-3, 6-4            |
| Individual masculino - Semifinales        | Rafael Nadal [2]                   | Richard Gasquet [8]                | 6-4, 7-6, 6-2                      |
| En azul se señalan los partidos nocturnos |                                    |                                    |                                    |

### Día 14 (8 de septiembre)
- Cabezas de serie eliminados:
  - Individual masculino:
  - Individual femenino:  Victoria Azarenka [2]
- Orden de juego (enlace roto disponible en Internet Archive; véase el historial, la primera versión y la última).

| Partidos en canchas principales           | Partidos en canchas principales    | Partidos en canchas principales    | Partidos en canchas principales    |
| Partidos en el Estadio Arthur Ashe        | Partidos en el Estadio Arthur Ashe | Partidos en el Estadio Arthur Ashe | Partidos en el Estadio Arthur Ashe |
| Evento                                    | Ganador                            | Perdedor                           | Resultado                          |
| ----------------------------------------- | ---------------------------------- | ---------------------------------- | ---------------------------------- |
| Individual femenino - Final               | Serena Williams [1]                | Victoria Azarenka [2]              | 7-5, 6-7, 6-1                      |
| En azul se señalan los partidos nocturnos |                                    |                                    |                                    |

### Día 15 (9 de septiembre)
- Cabezas de serie eliminados:
  - Individual masculino:  Novak Djokovic [1]
  - Individual femenino:
- Orden de juego (enlace roto disponible en Internet Archive; véase el historial, la primera versión y la última).

| Partidos en canchas principales           | Partidos en canchas principales    | Partidos en canchas principales    | Partidos en canchas principales    |
| Partidos en el Estadio Arthur Ashe        | Partidos en el Estadio Arthur Ashe | Partidos en el Estadio Arthur Ashe | Partidos en el Estadio Arthur Ashe |
| Evento                                    | Ganador                            | Perdedor                           | Resultado                          |
| ----------------------------------------- | ---------------------------------- | ---------------------------------- | ---------------------------------- |
| Individual masculino - Final              | Rafael Nadal [2]                   | Novak Djokovic [1]                 | 6-2, 3-6, 6-4, 6-1                 |
| En azul se señalan los partidos nocturnos |                                    |                                    |                                    |

## Cabezas de serie
El ranking está realizado sobre la base de las posiciones que mantenían los jugadores a fecha del 19 de agosto de 2013.

### Cuadro individual masculino
| Cabeza de serie | Ranking | Jugador               | Puntos | Puntos que defender | Puntos ganados | Nuevos puntos | Ronda hasta la que avanzó en el torneo                 |
| --------------- | ------- | --------------------- | ------ | ------------------- | -------------- | ------------- | ------------------------------------------------------ |
| 1               | 1       | Novak Đoković         | 10 980 | 1200                | 1200           | 10 980        | Final derrotado por Rafael Nadal [2]                   |
| 2               | 2       | Rafael Nadal          | 8860   | 0                   | 2000           | 10 860        | Campeón derrotó a Novak Đoković [1]                    |
| 3               | 3       | Andy Murray           | 8700   | 2000                | 360            | 7060          | Cuartos de final derrotado por Stanislas Wawrinka [9]  |
| 4               | 4       | David Ferrer          | 7175   | 720                 | 360            | 6850          | Cuartos de final derrotado por Richard Gasquet [8]     |
| 5               | 5       | Tomáš Berdych         | 5075   | 720                 | 180            | 4535          | Cuarta ronda derrotado por Stanislas Wawrinka [9]      |
| 6               | 6       | Juan Martín del Potro | 4740   | 360                 | 45             | 4425          | Segunda ronda derrotado por Lleyton Hewitt             |
| 7               | 7       | Roger Federer         | 4695   | 360                 | 180            | 4515          | Cuarta ronda derrotado por Tommy Robredo [19]          |
| 8               | 9       | Richard Gasquet       | 2670   | 180                 | 720            | 3165          | Semifinales derrotado por Rafael Nadal [2]             |
| 9               | 10      | Stanislas Wawrinka    | 2610   | 180                 | 720            | 3150          | Semifinales derrotado por Novak Djokovic [1]           |
| 10              | 11      | Milos Raonic          | 2555   | 180                 | 180            | 2555          | Cuarta ronda derrotado por Richard Gasquet [8]         |
| 11              | 12      | Kei Nishikori         | 2405   | 90                  | 10             | 2325          | Primera ronda derrotado por Daniel Evans [Q]           |
| 12              | 13      | Tommy Haas            | 2185   | 10                  | 90             | 2265          | Tercera ronda derrotado por Mijaíl Yuzhny [21]         |
| 13              | 14      | John Isner            | 2025   | 90                  | 90             | 2025          | Tercera ronda derrotado por Philipp Kohlschreiber [22] |
| 14              | 15      | Jerzy Janowicz        | 2129   | 10                  | 10             | 2129          | Primera ronda derrotado por Máximo González [Q]        |
| 15              | 16      | Nicolás Almagro       | 2110   | 180                 | 10             | 1940          | Primera ronda derrotado por Denis Istomin              |
| 16              | 18      | Fabio Fognini         | 2025   | 90                  | 10             | 1945          | Primera ronda derrotado por Rajeev Ram [WC]            |
| 17              | 20      | Kevin Anderson        | 1740   | 10                  | 45             | 1775          | Segunda ronda derrotado por Marcos Baghdatis           |
| 18              | 21      | Janko Tipsarević      | 1650   | 360                 | 180            | 1505          | Cuarta ronda derrotado por David Ferrer [4]            |
| 19              | 22      | Tommy Robredo         | 1620   | 45                  | 360            | 1935          | Cuartos de final derrotado por Rafael Nadal [2]        |
| 20              | 23      | Andreas Seppi         | 1550   | 10                  | 90             | 1630          | Tercera ronda derrotado por Denis Istomin              |
| 21              | 24      | Mijaíl Yuzhny         | 1475   | 10                  | 360            | 1825          | Cuartos de final derrotado por Novak Djokovic [1]      |
| 22              | 25      | Philipp Kohlschreiber | 1445   | 180                 | 180            | 1445          | Cuarta ronda derrotado por Rafael Nadal [2]            |
| 23              | 26      | Feliciano López       | 1435   | 90                  | 90             | 1435          | Tercera ronda derrotado por Milos Raonic [10]          |
| 24              | 27      | Benoît Paire          | 1415   | 45                  | 10             | 1380          | Primera ronda derrotado por Alex Bogomolov, Jr.        |
| 25              | 28      | Grigor Dimitrov       | 1394   | 10                  | 10             | 1394          | Primera ronda derrotado por João Sousa                 |
| 26              | 29      | Sam Querrey           | 1310   | 90                  | 45             | 1265          | Segunda ronda derrotado por Adrian Mannarino           |
| 27              | 30      | Fernando Verdasco     | 1325   | 90                  | 10             | 1245          | Primera ronda derrotado por Ivan Dodig                 |
| 28              | 31      | Juan Mónaco           | 1275   | 10                  | 10             | 1275          | Primera ronda derrotado por Florian Mayer              |
| 29              | 32      | Jürgen Melzer         | 1425   | 10                  | 10             | 1425          | Primera ronda derrotado por Yevgueni Donskói           |
| 30              | 33      | Ernests Gulbis        | 1215   | 45                  | 10             | 1156          | Primera ronda derrotado por Andreas Haider-Maurer      |
| 31              | 34      | Julien Benneteau      | 1185   | 45                  | 90             | 1230          | Tercera ronda derrotado por Tomáš Berdych [5]          |
| 32              | 35      | Dmitri Tursúnov       | 1190   | 0                   | 90             | 1264          | Tercera ronda derrotado por Richard Gasquet [8]        |

#### Bajas masculinas notables
| Ra. | Jugador            | Puntos | Puntos que defender | Puntos ganados | Nuevos puntos | Motivo               |
| --- | ------------------ | ------ | ------------------- | -------------- | ------------- | -------------------- |
| 8   | Jo-Wilfried Tsonga | 3470   | 45                  | 0              | 3425          | Lesión en la rodilla |
| 19  | Marin Čilić        | 1805   | 360                 | 0              | 1445          | Suspensión           |
| 17  | Gilles Simon       | 2040   | 90                  | 0              | 1950          | Tos ferina           |

### Cuadro individual femenino
| Cabeza de serie | Ranking | Jugador                  | Puntos | Puntos que defender | Puntos ganados | Nuevos puntos | Ronda hasta la que avanzó en el torneo                    |
| --------------- | ------- | ------------------------ | ------ | ------------------- | -------------- | ------------- | --------------------------------------------------------- |
| 1               | 1       | Serena Williams          | 12 260 | 2000                | 2000           | 12 260        | Campeona derrotó a Victoria Azarenka [2]                  |
| 2               | 2       | Victoria Azarenka        | 9505   | 1400                | 1400           | 9505          | Final derrotada por Serena Williams [1]                   |
| 3               | 4       | Agnieszka Radwańska      | 6335   | 280                 | 280            | 6335          | Cuarta ronda derrotada por Yekaterina Makárova [24]       |
| 4               | 5       | Sara Errani              | 5125   | 900                 | 100            | 4325          | Segunda ronda derrotada por Flavia Pennetta               |
| 5               | 6       | Li Na                    | 4825   | 160                 | 900            | 5565          | Semifinales derrotada por Serena Williams [1]             |
| 6               | 8       | Caroline Wozniacki       | 3490   | 5                   | 160            | 3645          | Tercera ronda derrotada por Camila Giorgi [Q]             |
| 7               | 9       | Petra Kvitová            | 3290   | 280                 | 160            | 3170          | Tercera ronda derrotada por Alison Riske [WC]             |
| 8               | 10      | Angelique Kerber         | 3420   | 280                 | 280            | 3420          | Cuarta ronda derrotada por Carla Suárez Navarro [18]      |
| 9               | 11      | Jelena Janković          | 3125   | 160                 | 280            | 3245          | Cuarta ronda derrotada por Li Na [5]                      |
| 10              | 12      | Roberta Vinci            | 3065   | 500                 | 500            | 3065          | Cuartos de final derrotada por Flavia Pennetta            |
| 11              | 13      | Samantha Stosur          | 3210   | 500                 | 5              | 2715          | Primera ronda derrotada por Victoria Duval [Q]            |
| 12              | 14      | Kirsten Flipkens         | 2961   | 160                 | 5              | 2806          | Primera ronda derrotada por Venus Williams                |
| 13              | 15      | Ana Ivanović             | 2941   | 500                 | 280            | 2720          | Cuarta ronda derrotada por Victoria Azarenka [2]          |
| 14              | 16      | María Kirilenko          | 2620   | 160                 | 160            | 2620          | Tercera ronda derrotada por Simona Halep [21]             |
| 15              | 17      | Sloane Stephens          | 2925   | 160                 | 280            | 3045          | Cuarta ronda derrotada por Serena Williams [1]            |
| 16              | 18      | Sabine Lisicki           | 2615   | 5                   | 160            | 2770          | Tercera ronda derrotada por Yekaterina Makárova [24]      |
| 17              | 19      | Dominika Cibulková       | 2281   | 160                 | 5              | 2126          | Primera ronda derrotada por Elina Svitolina               |
| 18              | 20      | Carla Suárez             | 2375   | 100                 | 500            | 2775          | Cuartos de final derrotada por Serena Williams [1]        |
| 19              | 21      | Sorana Cîrstea           | 2250   | 100                 | 100            | 2250          | Segunda ronda derrotada por Kurumi Nara [Q]               |
| 20              | 22      | Nadezhda Petrova         | 2212   | 280                 | 5              | 1936          | Primera ronda derrotada por Julia Glushko [Q]             |
| 21              | 23      | Simona Halep             | 2450   | 100                 | 280            | 2630          | Cuarta ronda derrotada por Flavia Pennetta                |
| 22              | 24      | Yelena Vesniná           | 2125   | 100                 | 100            | 2510          | Segunda ronda derrotada por Karin Knapp                   |
| 23              | 25      | Jamie Hampton            | 1881   | 5                   | 160            | 2036          | Tercera ronda derrotada por Sloane Stephens [15]          |
| 24              | 26      | Yekaterina Makárova      | 1935   | 160                 | 500            | 2275          | Cuartos de final derrotada por Li Na [5]                  |
| 25              | 27      | Kaia Kanepi              | 1781   | 0                   | 160            | 1941          | Tercera ronda derrotada por Angelique Kerber [8]          |
| 26              | 28      | Alizé Cornet             | 1730   | 100                 | 160            | 1790          | Tercera ronda derrotada por Victoria Azarenka [2]         |
| 27              | 29      | Svetlana Kuznetsova      | 1679   | 0                   | 160            | 1839          | Tercera ronda derrotada por Flavia Pennetta               |
| 28              | 30      | Mona Barthel             | 1550   | 5                   | 100            | 1645          | Segunda ronda derrotada por Alison Riske [WC]             |
| 29              | 31      | Magdaléna Rybáriková     | 1575   | 160                 | 5              | 1420          | Primera ronda derrotada por Patricia Mayr-Achleitner [LL] |
| 30              | 32      | Laura Robson             | 1561   | 280                 | 160            | 1441          | Tercera ronda derrotada por Na Li [5]                     |
| 31              | 33      | Klára Zakopalová         | 1600   | 5                   | 5              | 1600          | Primera ronda derrotada por Hsieh Su-wei                  |
| 32              | 34      | Anastasia Pavliuchénkova | 1560   | 100                 | 160            | 1620          | Tercera ronda derrotada por Agnieszka Radwańska [3]       |

#### Bajas femeninas notables
| Ra. | Jugador         | Puntos | Puntos que defender | Puntos ganados | Nuevos puntos | Motivo                        |
| --- | --------------- | ------ | ------------------- | -------------- | ------------- | ----------------------------- |
| 3   | María Sharápova | 8766   | 900                 | 0              | 7866          | Bursitis en el hombro derecho |
| 7   | Marion Bartoli  | 4365   | 500                 | 0              | 3865          | Retiro del tenis              |

## Campeones defensores
| Modalidad                   | Campeón 2012                         | Campeón 2013                          |
| Individual masculino        | Andy Murray                          | Rafael Nadal                          |
| Individual femenino         | Serena Williams                      | Serena Williams                       |
| Dobles masculino            | Bob Bryan Mike Bryan                 | Leander Paes Radek Štěpánek           |
| Dobles femenino             | Sara Errani Roberta Vinci            | Andrea Hlavackova Lucie Hradecka      |
| Dobles mixto                | Yekaterina Makárova Bruno Soares     | Andrea Hlaváčková Max Mirnyi          |
| Individual junior masculino | Filip Peliwo                         | Borna Ćorić                           |
| Individual junior femenino  | Samantha Crawford                    | Ana Konjuh                            |
| Dobles junior masculino     | Kyle Edmund Frederico Ferreira Silva | Kamil Majchrzak Martin Redlicki       |
| Dobles junior femenino      | Gabrielle Andrews Taylor Townsend    | Barbora Krejčíková Kateřina Siniaková |

## Invitaciones
| 1. Collin Altamirano 2. Brian Baker 3. James Duckworth 4. Ryan Harrison 5. Bradley Klahn 6. Tim Smyczek 7. Guillaume Rufin 8. Rhyne Williams | 1. Ashleigh Barty 2. Nicole Gibbs 3. Vania King 4. Virginie Razzano 5. Alison Riske 6. Shelby Rogers 7. María Sánchez 8. Sachia Vickery |

| 1. James Blake / Jack Sock 2. Jarmere Jenkins / Mac Styslinger 3. Steve Johnson / Michael Russell 4. Bradley Klahn / Sam Querrey 5. Austin Krajicek / Denis Kudla 6. Alex Kuznetsov / Bobby Reynolds 7. Paul Oosterbaan / Ronnie Schneider | 1. Mallory Burdette / Taylor Townsend 2. Jill Craybas / Coco Vandeweghe 3. Lauren Davis / Grace Min 4. Daniela Hantuchová / Martina Hingis 5. Allie Kiick / Sachia Vickery 6. Melanie Oudin / Alison Riske 7. Shelby Rogers / María Sánchez |

### Dobles mixto
1. Kaitlyn Christian /  Dennis Novikov
2. Victoria Duval /  Donald Young
3. Martina Hingis /  Mahesh Bhupathi
4. Megan Moulton-Levy /  Eric Butorac
5. Melanie Oudin /  Austin Krajicek
6. Sabrina Santamaria /  Jarmere Jenkins
7. Yasmin Schnack /  Eric Roberson
8. Sloane Stephens /  Jack Sock

## Clasificados
| 1. Mijaíl Kukushkin 2. Ivo Karlović 3. Florent Serra 4. Philipp Petzschner 5. Rogério Dutra da Silva 6. Somdev Devvarman 7. Thomas Fabbiano 8. Donald Young 9. Nick Kyrgios 10. Frank Dancevic 11. Peter Gojowczyk 12. Go Soeda 13. Daniel Evans 14. Máximo González 15. Stéphane Robert 16. Albano Olivetti Perdedor afortunado: 1. Andrej Martin | 1. Casey Dellacqua 2. Sharon Fichman 3. Grace Min 4. Victoria Duval 5. Coco Vandeweghe 6. Duan Yingying 7. Kurumi Nara 8. Maria João Koehler 9. Vera Dushevina 10. Mirjana Lučić-Baroni 11. Chanel Simmonds 12. Michelle Larcher de Brito 13. Julia Glushko 14. Ajla Tomljanović 15. Alexandra Krunić 16. Camila Giorgi Perdedoras afortunadas: 1. Patricia Mayr-Achleitner 2. Olivia Rogowska |